# Athlétic Club Arles-Avignon 2014-2015
Questa voce raccoglie le informazioni riguardanti l'Athlétic Club Arles-Avignon nelle competizioni ufficiali della stagione 2014-2015.

## Stagione
Bruno Irles subentra a Franck Dumas nel ruolo di allenatore del club.

## Rosa
Rosa aggiornata al 9 settembre 2013.
| N. |                    | Ruolo | Calciatore        |
| -- | ------------------ | ----- | ----------------- |
| 1  | Francia (bandiera) | P     | Thomas Bosmel     |
| 5  | Francia (bandiera) | C     | Adrien Coulomb    |
| 6  | Francia (bandiera) | D     | Ousmane N'Diaye   |
| 7  | Tunisia (bandiera) | C     | Chaouki Ben Saada |
| 8  | Francia (bandiera) | D     | Diacko Fofana     |
| 13 | Francia (bandiera) | D     | Sébastien Cantini |
| 15 | Francia (bandiera) | A     | Jackson Mendes    |
| 16 | Francia (bandiera) | P     | Nicolas Roque     |
| 17 | Egitto (bandiera)  | A     | Mohamed El-Gabbas |
| 18 | Francia (bandiera) | D     | Erwan Quintin     |
| 19 | Francia (bandiera) | D     | Steven Fortès     |
| 20 | Francia (bandiera) | D     | Yunis Abdelhamid  |
| 21 | Francia (bandiera) | C     | Samuel Gigot      |
| 22 | Francia (bandiera) | A     | Livio Nabab       |

| N. |                      | Ruolo | Calciatore        |
| -- | -------------------- | ----- | ----------------- |
| 25 | Francia (bandiera)   | A     | Téji Savanier     |
| 27 | Francia (bandiera)   | C     | Hugo Rodriguez    |
| 28 | Francia (bandiera)   | D     | Gaël Givet        |
| 30 | Guinea (bandiera)    | P     | Naby Yattara      |
| 33 | Francia (bandiera)   | C     | Nader Ghandri     |
| 34 | Francia (bandiera)   | A     | Brahim Ben Daoud  |
| 40 | Francia (bandiera)   | P     | Nicolas Roque     |
| -  | Marocco (bandiera)   | C     | Fawzi Ouaamar     |
| -  | Venezuela (bandiera) | C     | Robert Hernández  |
| -  | Algeria (bandiera)   | C     | Ziri Hammar       |
| -  | Venezuela (bandiera) | A     | Manuel Arteaga    |
| -  | Francia (bandiera)   | A     | Alassane N'Diaye  |
| -  | Francia (bandiera)   | A     | Quentin Ngakoutou |

## Calciomercato

### Sessione estiva(dall'1/7 al 2/9)
| Acquisti | Acquisti          | Acquisti        | Acquisti   |
| R.       | Nome              | da              | Modalità   |
| -------- | ----------------- | --------------- | ---------- |
| C        | Arles Flores      | Zamora FC       | prestito   |
| A        | Manuel Arteaga    | Dep. Anzoátegui | prestito   |
| C        | Robert Hernández  | Dep. Anzoátegui | svincolato |
| P        | Thomas Bosmel     | Caen            | svincolato |
| D        | Diacko Fofana     | Nizza           | svincolato |
| C        | Ziri Hammar       | K. Erciyesspor  | svincolato |
| A        | Alassane N'Diaye  | Bastia          | svincolato |
| A        | Fawzi Ouaamar     | Monaco 2        | prestito   |
| C        | Quentin Ngakoutou | Monaco 2        | svincolato |

| Cessioni | Cessioni            | Cessioni            | Cessioni                   |
| R.       | Nome                | a                   | Modalità                   |
| -------- | ------------------- | ------------------- | -------------------------- |
| P        | Ludovic Butelle     | Angers              | svincolato                 |
| D        | Yunis Abdelhamid    | Luzenac             | svincolato                 |
| A        | Billel Omrani       | Olympique Marsiglia | fine prestito              |
| A        | Ben Sangaré         | Créteil-Lusitanos   | riscattato                 |
| C        | Julien Cardy        | Guingamp            | svincolato                 |
| A        | Maurice-Junior Dalé | Nancy               | risoluzione 'del contratto |
| C        | Jordi Delclos       | Losanna             | svincolato                 |

## Risultati

### Ligue 2

#### Girone d'andata
| Avignone 1º agosto 2014, ore 20:00 CEST 1ª giornata | Arles-Avignon | – | Ajaccio | Parc des Sports |

| Angers 8 agosto 2014, ore 20:00 CEST 2ª giornata | Angers | – | Arles-Avignon | Stade Jean Bouin |

| Nancy 15 agosto 2014, ore 20:00 CEST 3ª giornata | Nancy | – | Arles-Avignon | Stade Marcel Picot |

| Avignone 22 agosto 2014, ore 20:00 CEST 4ª giornata | Arles-Avignon | – | Sochaux | Parc des Sports |

| Nîmes 29 agosto 2014, ore 20:00 CEST 5ª giornata | Nîmes | – | Arles-Avignon | Stade des Costières |

| Avignone 12 settembre 2014, ore 20:00 CEST 6ª giornata | Arles-Avignon | – | Tours | Parc des Sports |

| Brest 19 settembre 2014, ore 20:00 CEST 7ª giornata | Brest | – | Arles-Avignon | Stade Francis-Le Blé |

| Avignone 23 settembre 2014, ore 20:00 CEST 8ª giornata | Arles-Avignon | – | Laval | Parc des Sports |

| Auxerre 26 settembre 2014, ore 20:00 CEST 9ª giornata | Auxerre | – | Arles-Avignon | Stadio Abbé-Deschamps |

| Avignone 3 ottobre 2014, ore 20:00 CEST 10ª giornata | Arles-Avignon | – | Luzenac | Parc des Sports |

| Ajaccio 17 ottobre 2014, ore 20:00 CEST 11ª giornata | Gazélec Ajaccio | – | Arles-Avignon | Stade Ange Casanova |

| Avignone 24 ottobre 2014, ore 20:00 CET 12ª giornata | Arles-Avignon | – | Niort | Parc des Sports |

| Le Havre 31 ottobre 2014, ore 20:00 CET 13ª giornata | Le Havre | – | Arles-Avignon | Stade Océane |

| Avignone 7 novembre 2014, ore 20:00 CET 14ª giornata | Arles-Avignon | – | Valenciennes | Parc des Sports |

| Clermont-Ferrand 21 novembre 2014, ore 20:00 CET 15ª giornata | Clermont Foot | – | Arles-Avignon | Stade Gabriel Montpied |

| Avignone 28 novembre 2014, ore 20:00 CET 16ª giornata | Arles-Avignon | – | Digione | Parc des Sports |

| Créteil 12 dicembre 2014, ore 20:00 CET 17ª giornata | Créteil-Lusitanos | – | Arles-Avignon | Stade Dominique-Duvauchelle |

| Avignone 19 dicembre 2014, ore 20:00 CET 18ª giornata | Arles-Avignon | – | Troyes | Parc des Sports |

| Orléans 9 gennaio 2015, ore 20:00 CET 19ª giornata | Orléans | – | Arles-Avignon | Stade de la Source |

#### Girone di ritorno
| Avignone 16 gennaio 2015, ore 20:00 CEST 20ª giornata | Arles-Avignon | – | Angers | Parc des Sports |

| Avignone 23 gennaio 2015, ore 20:00 CEST 21ª giornata | Arles-Avignon | – | Nancy | Parc des Sports |

| Montbéliard 30 gennaio 2015, ore 20:00 CEST 22ª giornata | Sochaux | – | Arles-Avignon | Stade Auguste Bonal |

| Avignone 6 febbraio 2015, ore 20:00 CEST 23ª giornata | Arles-Avignon | – | Nîmes | Parc des Sports |

| Tours 13 febbraio 2015, ore 20:00 CEST 24ª giornata | Tours | – | Arles-Avignon | Stade de la Vallée du Cher |

| Avignone 20 febbraio 2015, ore 20:00 CEST 25ª giornata | Arles-Avignon | – | Brest | Parc des Sports |

| Laval 27 febbraio 2015, ore 20:00 CEST 26ª giornata | Laval | – | Arles-Avignon | Stade Francis Le Basser |

| Avignone 6 marzo 2015, ore 20:00 CEST 27ª giornata | Arles-Avignon | – | Auxerre | Parc des Sports |

| Tolosa 13 marzo 2015, ore 20:00 CEST 28ª giornata | Luzenac | – | Arles-Avignon | Stadio Ernest-Wallon |

| Avignone 20 marzo 2015, ore 20:00 CEST 29ª giornata | Arles-Avignon | – | Gazélec Ajaccio | Parc des Sports |

| Niort 3 aprile 2015, ore 20:00 CEST 30ª giornata | Niort | – | Arles-Avignon | Stade René-Gaillard |

| Avignone 10 aprile 2015, ore 20:00 CET 31ª giornata | Arles-Avignon | – | Le Havre | Parc des Sports |

| Valenciennes 17 aprile 2015, ore 20:00 CET 32ª giornata | Valenciennes | – | Arles-Avignon | Stade du Hainaut |

| Avignone 24 aprile 2015, ore 20:00 CET 33ª giornata | Arles-Avignon | – | Clermont Foot | Parc des Sports |

| Digione 28 aprile 2015, ore 20:00 CET 34ª giornata | Digione | – | Arles-Avignon | Stade Gaston-Gérard |

| Avignone 1º maggio 2015, ore 20:00 CET 35ª giornata | Arles-Avignon | – | Créteil-Lusitanos | Parc des Sports |

| Troyes 8 maggio 2015, ore 20:00 CET 36ª giornata | Troyes | – | Arles-Avignon | Stade de l'Aube |

| Avignone 15 maggio 2015, ore 20:00 CET 37ª giornata | Arles-Avignon | – | Orléans | Parc des Sports |

| Ajaccio 22 maggio 2015, ore 20:00 CET 38ª giornata | Ajaccio | – | Arles-Avignon | Stade François Coty |

## Statistiche

### Statistiche di squadra
Statistiche aggiornate al 18 maggio 2014.
| Competizione      | Punti | In casa | In casa | In casa | In casa | In casa | In casa | In trasferta | In trasferta | In trasferta | In trasferta | In trasferta | In trasferta | Totale | Totale | Totale | Totale | Totale | Totale | DR |
| Competizione      | Punti | G       | V       | N       | P       | Gf      | Gs      | G            | V            | N            | P            | Gf           | Gs           | G      | V      | N      | P      | Gf     | Gs     | DR |
| ----------------- | ----- | ------- | ------- | ------- | ------- | ------- | ------- | ------------ | ------------ | ------------ | ------------ | ------------ | ------------ | ------ | ------ | ------ | ------ | ------ | ------ | -- |
| Ligue 2           | 0     | 0       | 0       | 0       | 0       | 0       | 0       | 0            | 0            | 0            | 0            | 0            | 0            | 0      | 0      | 0      | 0      | 0      | 0      | 0  |
| Coupe de France   | -     | 0       | 0       | 0       | 0       | 0       | 0       | 0            | 0            | 0            | 0            | 0            | 0            | 0      | 0      | 0      | 0      | 0      | 0      | 0  |
| Coupe de la Ligue | -     | 0       | 0       | 0       | 0       | 0       | 0       | 0            | 0            | 0            | 0            | 0            | 0            | 0      | 0      | 0      | 0      | 0      | 0      | 0  |
| Totale            | -     | 0       | 0       | 0       | 0       | 0       | 0       | 0            | 0            | 0            | 0            | 0            | 0            | 0      | 0      | 0      | 0      | 0      | 0      | 0  |